# Weinan
Weinan (渭南 ; pinyin : Wèinán) est une ville de la province du Shaanxi en Chine. Sa population était de 226 600 habitants en 2001.

## Économie
L'agriculture régionale est principalement tournée vers la production d'œufs, de grain et de coton.
En 2004, le PIB total a été de 24,8 milliards de yuans.

## Subdivisions administratives
La ville-préfecture de Weinan exerce sa juridiction sur onze subdivisions - un district, deux villes-districts et huit xian :
- le district de Linwei - 临渭区 Línwèi Qū ;
- la ville de Huayin - 华阴市 Huàyīn Shì ;
- la ville de Hancheng - 韩城市 Hánchéng Shì ;
- le xian de Hua - 华县 Huà Xiàn ;
- le xian de Tongguan - 潼关县 Tóngguān Xiàn ;
- le xian de Dali - 大荔县 Dàlì Xiàn ;
- le xian de Pucheng - 蒲城县 Púchéng Xiàn ;
- le xian de Chengcheng - 澄城县 Chéngchéng Xiàn ;
- le xian de Baishui - 白水县 Báishuǐ Xiàn ;
- le xian de Heyang - 合阳县 Héyáng Xiàn ;
- le xian de Fuping - 富平县 Fùpíng Xiàn.